# Venskabs- og allianceaftalen mellem Mongoliet og Tibet
Venskabs- og allianceaftalen mellem Mongoliet og Tibet blev underskrevet den 2. februar 1913 i Urga (senere Ulan Bator).

## Undertegnelse og indhold
Efter Qing-dynastiets fald (1911) erklærede sig både Tibet og Mongoliet selvstændige under lamaistiske statschefers ledelse. De anerkendtes dog ikke af den den kinesiske republik. I aftalen erklærede Mongoliet og Tibet gensidigt anerkendelse af hinandens selvstændighed. Mongoliets repræsentanter, som underskrev aftalen, var udenrigsminister Da Lama Ravdan og general Manlaibaatar Damdinsüren. Tibets repræsentanter var Agvan Dorjiev, egentlig en russisk medborger, Chijamts og Gendun-Galsan, en tibetansk medborger. Der har været rejst tvivl om aftalens gyldighed idet den 13. Dalai Lama dementerede, at han havde givet Dorjiev mandat til at forhandle om en aftale med Mongoliet. Endnu vigtigere er det, at hverken Dalai Lama eller Tibets regering har stadfæstet aftalen. Den russiske regering hævdede, at Dorjiev som russisk medborger aldrig skulle kunne forhandle på Dalai Lamas vegne.
Fraset denne, hvor de to lande anerkendte hinanden, anerkendtes hverken Tibet eller Mongoliet umiddelbart som selvstændige stater af de fleste lande. Derimod ansås den kinesiske republik at have suverænitet over områderne. Den vestlige verdens, især Ruslands og Storbritanniens, interesser i begge de to områder garanteredes ved aftaler med Qing-dynastiet, hvilke den kinesiske republik hævdede skulle holdes. Ved at anerkende Mongoliet og Tibet ville de vestlige lande reelt have indrømmet, at aftalerne med Kina var ugyldige. I vest var man også urolig for, at en anerkendelse ville føre til ustabilitet i området, hvilket man troede kunne undgås ved at fastholde aftalerne med Kina.

## Aftalens overlevelse
Der var tidvis rejst tvivl om aftalens eksistens, men den blev første gang offentliggjort på mongolsk i 1982 af det mongolske videnskabsakademi, og i 2007 dukkede også en original på tibetansk op i et mongolsk arkiv. Det er formodet, at man i Mongoliet har hemmeligholdt aftalens opholdssted i det meste af det 20. århundrede under hensyn til landets ømtålige stilling i forhold til Sovjetunionen